# Pleyel

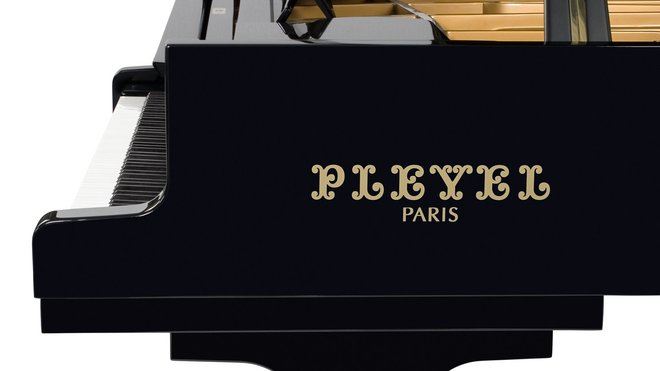
Logo firmy Pleyel na fortepianie

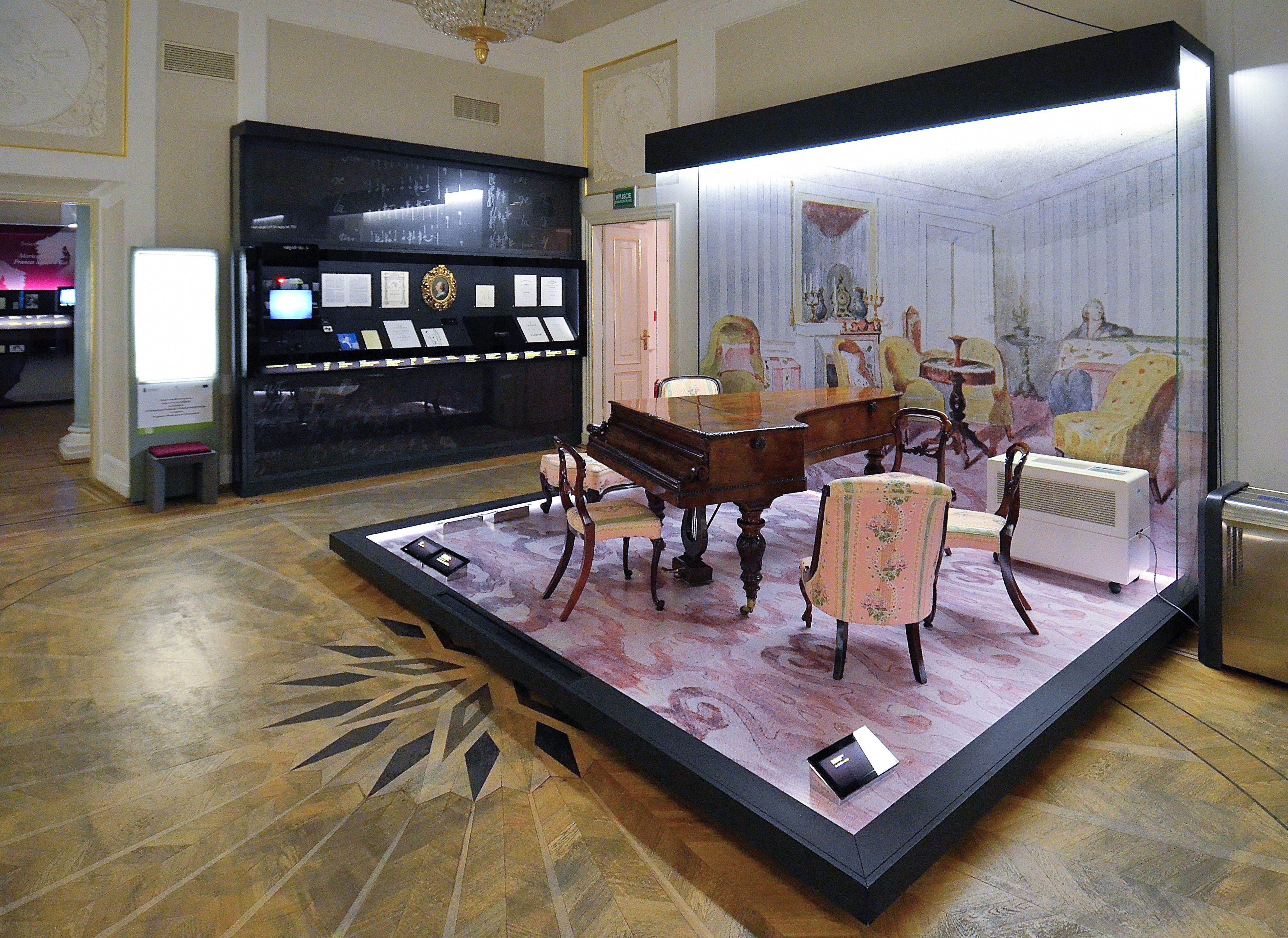
Fortepian wykonany przez firmę Pleyel (numer 14810), na którym w latach 1848–1849 grał i komponował Fryderyk Chopin. Muzeum Fryderyka Chopina w Warszawie

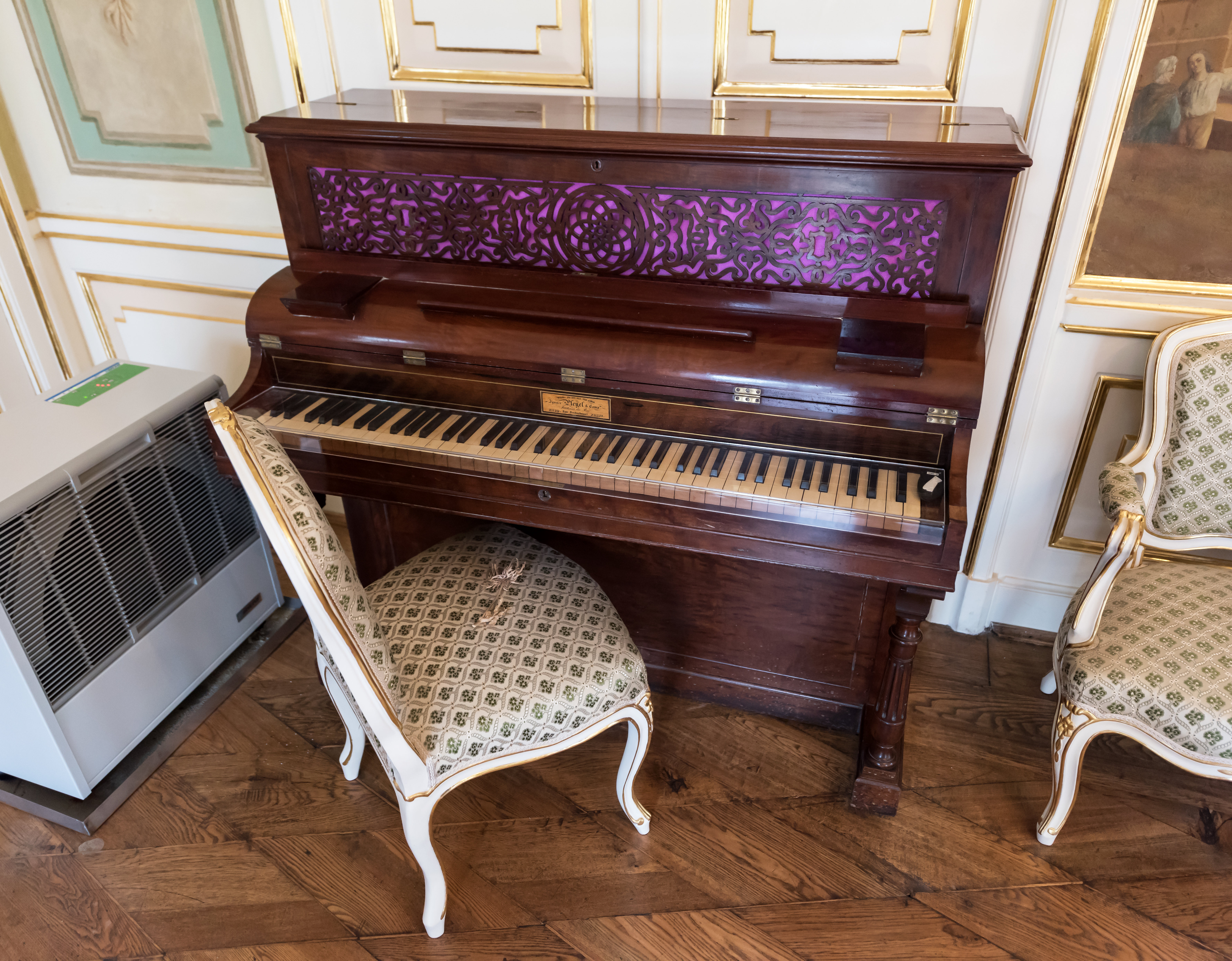
Piniano Pleyel z 1844 roku w pałacu Myślewickim w Warszawie

Pleyel – francuskie przedsiębiorstwo produkujące pianina i fortepiany.

## Historia
Francuz austriackiego pochodzenia Ignaz Pleyel był sławnym muzykiem i kompozytorem. Karierę rozpoczął w Paryżu w 1795, otwierając swój pierwszy sklep muzyczny i publikując pierwszy popularny kieszonkowy zbiorek muzyczny. W 1807 rozpoczął on produkcję fortepianów, poświęcając się od tego momentu tylko temu zajęciu. Dawał się on ponieść uwielbieniu muzyki i pasji dla wysokiej klasy instrumentów, gdy projektował i tworzył swoje fortepiany. W momencie śmierci w 1831, wytwórnia Pleyel była już uznanym dostawcą fortepianów, między innymi na dwór cesarzowej francuskiej Józefiny i inne dwory władców Europy. Eksport instrumentów odbywał się nie tylko na rynek europejski, ale również do obydwu Ameryk oraz na Daleki Wschód. Jego syn Camille, również pianista, kontynuował dzieło ojca, pod jego przywództwem firma Maison Pleyel osiągnęła międzynarodowe uznanie.
W latach świetności romantyzmu, Camille otworzył swoje słynne „salony”, które stały się miejscami spotkań ówczesnego paryskiego światka muzycznego. Odegrał on znaczącą rolę w początkach kariery Fryderyka Chopina, który w 1832 wystąpił w salonie Pleyela. Obydwaj dżentelmeni zostali przyjaciółmi, a firma Maison Pleyel oficjalnym dostawcą fortepianów Chopina. Wszystkie publiczne koncerty, które Chopin zagrał w Paryżu odbywały się w „salonach” Pleyela, a występ z roku 1849, krótko przed śmiercią artysty, zapełnił salę. Fabryka jako pierwsza na świecie odważyła się umieścić w swoich instrumentach metalową ramę. Innym z jego osiągnięć było opracowanie pierwszego we Francji pianina i wynalezienie mechanizmu podtrzymywania dźwięku.
Jego następcy odegrali znaczną rolę we wzmocnieniu i rozszerzeniu działalności firmy. Pierwszym z nich od 1855 był Auguste Wolff, który wprowadzał do instrumentów kolejne udoskonalenia, poprawiające solidność i niezawodność produkowanych przez wytwórnię instrumentów i tworzył nowe modele, takie jak pianino, które przyniosło firmie rozgłos.
W styczniu 2000, prywatny inwestor i fascynat muzyki Hubert Martigny zakupił trzy istniejące na rynku francuskim marki handlowe i połączył je pod nazwą Manufacture Française de Pianos. Dziś, dzięki ustalonej na rynku reputacji marki zakład rozszerza penetrację rynkową. Wytwórnia produkuje nieco mniej niż 1000 instrumentów rocznie – 900 pianin i 60 fortepianów – w zakładach w Alès w południowej Francji. Pleyel poświęca się tworzeniu prestiżowych instrumentów tradycyjnych i tworzonych na specjalne życzenie oraz ekspansji na rynkach zagranicznych.
Fortepian zaprojektował dla Pleyela w 2012 Peugeot Design Lab. Instrument pokazano po raz pierwszy podczas Paris Mondial de l’Automobile, a pierwszy koncert z uczestnictwem podopiecznych Fundacji Auteuil odbył się w paryskiej Salle Pleyel 3 grudnia 2012.
Wieża Pleyel w Saint-Denis wzięła swoją nazwę od wytwórni fortepianów Pleyel, która wcześniej znajdowała się w miejscu wieży.

### Replika 2009
We wrześniu 2009 roku zbudowano replikę fortepianu Pleyel (1830), którego używał Fryderyk Chopin. Oryginał znajduje się obecnie w zbiorach Narodowego Instytutu Fryderyka Chopina w Warszawie, i posłużył jako źródło planów tej repliki. Kopia ta została wykorzystana na I Międzynarodowym Konkursie Chopinowskim na Instrumentach Historycznych we wrześniu 2018 roku.